# Oligotrophus skuhravae
Oligotrophus skuhravae är en tvåvingeart som först beskrevs av Roskam 1977.  Oligotrophus skuhravae ingår i släktet Oligotrophus och familjen gallmyggor. Inga underarter finns listade i Catalogue of Life.